# Kisbajom
Kisbajom község Somogy vármegyében, a Nagyatádi járásban.

## Fekvése
Az utcái, közterei szépsége miatt a Rinyamente ékszerdobozának is nevezett Kisbajom Somogy vármegye középső részén fekszik, Kutas, Szabás és Csököly között. Szilárd burkolatú úton csak nyugati irányból, Beleg keleti külterületei felől közelíthető meg, a Nagybajom-Lábod közti 6619-es útból kiágazó 66 144-es számú mellékúton.

## Története
A település említésével az 1397-ből származó oklevélben találkozhatunk először, nevét akkor így írták le: Kysbayon. 1440-ben Zagorhida Tárnok Demeter adománybirtoka volt, 1536-ban Wárday Tamásé. Az 1554. évi török kincstári adójegyzékben Kisbája néven fordul elő, 6 adóköteles házzal. 1598-'99-ben Horváth Ferenc a földesura, 1926-'27-ben Koroknay Mihály, 1660-tól a Koroknay és Topos családok birtoka a község. 1703-ban és 1715-ben a Koroknayaké és ekkor 19 háztartást írtak össze. Az 1720-as össznépesség 200-300 fő között volt. 1726-ban Sárközy Jánosé, 1733-ban újra a Koroknay családé vola a község. 1767-ben farkas János, Csányi Imre, Paiss Boldizsár, Szentmiklóssy Pál és Kovács István voltak a földesurak Kisbajomban. 1784/85. évi népszámláláskor 545 fő lakott a településen. A 19. század elején a Bogyai család, gróf Somssich Imre, gróf Festetics Lajos és Antal voltak a földesurak.

## Közélete

### Polgármesterei
- 1990–1994: Végh Gábor (független)[3]
- 1994–1998: Végh Gábor (független)[4]
- 1998–2002: Végh Gábor (független)[5]
- 2002–2006: Végh László Gábor (független)[6]
- 2006–2010: Végh László Gábor (független)[7]
- 2010–2014: Végh László Gábor (független)[8]
- 2014–2017: Végh László Gábor (független)[9]
- 2017–2019: Szelidné Gerencsér Angyalka (független)[10]
- 2019–2024: Szelidné Gerencsér Angyalka (független)[11]
- 2024– : Szelidné Gerencsér Angyalka (független)[1]

A településen 2017. december 17-én időközi polgármester-választást tartottak, az előző polgármester halála miatt.

## Népesség
A település népességének változása:
| Lakosok száma | 417  | 417  | 402  | 375  | 335  | 333  | 319  |
|               | 2013 | 2014 | 2015 | 2021 | 2022 | 2023 | 2024 |

A 2011-es népszámlálás során a lakosok 96,6%-a magyarnak, 32,6% cigánynak, 0,5% horvátnak, 1% németnek, 0,2% románnak mondta magát (3,1% nem nyilatkozott; a kettős identitások miatt a végösszeg nagyobb lehet 100%-nál). A vallási megoszlás a következő volt: római katolikus 55,4%, református 28,1%, evangélikus 0,2%, felekezet nélküli 10,3% (5,8% nem nyilatkozott).
2022-ben a lakosság 90,7%-a vallotta magát magyarnak, 19,7% cigánynak, 0,3% egyéb, nem hazai nemzetiségűnek (9,3% nem nyilatkozott; a kettős identitások miatt a végösszeg nagyobb lehet 100%-nál). Vallásuk szerint 37,3% volt római katolikus, 13,7% református, 1,2% evangélikus, 0,9% egyéb keresztény, 0,9% egyéb katolikus, 12,8% felekezeten kívüli (33,7% nem válaszolt).

## Nevezetességei
A településnek két műemléki védelem alatt álló épülete van: a 178 éves református templom és az egykori református lelkészlak. Ez utóbbi épület két évvel a templom után, 1849-ben épült, ma népi hagyományőrző és erdei iskolaként várja vendégeit.
Kisbajom virágos utcáin rengeteg régi falusi ház található, a templomtól délre pedig egy kis múzeumot (skanzent) is kialakítottak. A faluközpont 2018-ban megkapta az Örökségünk – Somogyország Kincse kitüntető elismerést is.